# سرچشمه‌های فردوسی‌شناسی
کتاب سرچشمه‌های فردوسی‌شناسی (با عنوان فرعی: مجموعهٔ نوشته‌های کهن در بارهٔ فردوسی و شاهنامه و نقد آنها)، تألیف دکتر محمدامین ریاحی، مجموعه‌ای است که در آن «گفته‌ها و نوشته‌ها در بارهٔ فردوسی را از نوشته‌های مورخان و تذکره‌نویسان و مقدمه‌های کهن دست‌نویس‌های شاهنامه و ستایش‌هایی که شاعران و دیگر بزرگان از او کرده‌اند، از سال‌های نزدیک به عصر او تا اواخر قرن پیش یعنی تا آغاز تحقیقات جدید» فراهم آمده‌است. هر بخش دارای مقدمهٔ انتقادی است. کتاب دارای پیشگفتاری با عنوان «رنج و روزگار فردوسی» است.
سرچشمه‌های فردوسی‌شناسی نخستین بار در سال ۱۳۷۲ مؤسسهٔ مطالعات و تحقیقات فرهنگی (پژوهشگاه) در تهران به چاپ رسیده‌است. چاپ چهارم کتاب در سال ۱۳۹۵ توسط پژوهشگاه علوم انسانی و مطالعات فرهنگی منتشر شده‌است.